# Johann Christian Lünig

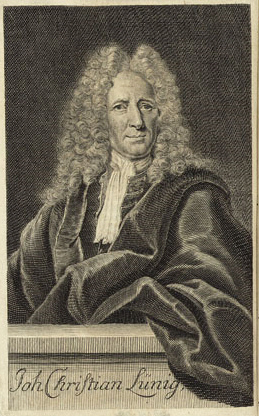
Johann Christian Lünig (aus: Acta Eruditorum, 69. Teil, 1720)

Johann Christian Lünig (auch Giovanni Cristiano Lünig, Ioannes / Johannes Christianus Lunigius, Johannes Christianus / Johann Christian / Jean Chretien Lunig, Sincerus (Germanus), Sincerus Germanus a Lapide), (* 14. Oktober 1662 in Schwalenberg in der Grafschaft Lippe; † 14. August 1740 in Leipzig) war ein deutscher Jurist, Historiker und Publizist.

## Leben
Lünig studierte an den Universitäten Helmstedt und Jena Recht. In der Zeit nach seinem Abschluss durchquerte er als Hofmeister zweier junger Adliger halb Europa. Nach seinen Reisen und seinem Militärdienst erhielt er eine Stelle als Amtmann in Eilenburg und später als Stadtschreiber in Leipzig. Letztere Position hatte er bis zu seinem Tod inne. 
Seine Redesammlungen, mit denen er das Ziel verfolgte, praxiserprobte Reden verfügbar zu machen, zählen zu den bedeutendsten und umfangreichsten seiner Zeit. Daneben verfasste er zahlreiche weitere Sammlungen.

## Schriften
- „Vornehmer Ministren gehaltener Reden Erster Theil. Leipzig / bey Thomas Fritschen / 1705“
- „Grosser Herren, vornehmer Ministren, und anderer berühmten Männer gehaltenen Reden“, 12 Teile in 6 Bänden, 1707–1722
- Deutsches Reichsarchiv („Das Teutsche Reichs-Archiv“), 1710–1722, 14 Bde. TRA, dazu 7 Bde. „Spicilegium ecclesiasticum“, 2 Bde. „Spicilegium seculare“ und 1 Band Hauptregister, zusammen 24 Folianten (Link zu den Digitalisaten).
- Deutsche Reichskanzlei („Teutsche Reichskanzley, oder auserlesene Briefe von Kaysern, Königen, Chur- und Fürsten etc. seit dem westphälischen Frieden“), 1714, 8 Bde.
- Europäische Staatsconsilia („Europäische Staatsconsilia seit dem Anfange des XIV. seculi nach beschehener Reformation bis 1715“ / „Europäische Staats-Consilia oder curieuse Bedencken, welche von grossen Herren, hohen Collegiis ... in Religions-, Staats-, Kriegs- und andern wichtigen Sachen ... abgefasset worden“), 1715, 2 Bde.
- „Grundfeste der Europäischen Potenzen Gerechtsamen in Deductionen und anderen merkwürdigen Schriften“ / „Grundfeste Europäischer Potenzen Gerechtsame, Worinn durch auserlesene Deductiones, Informationes, Repræsentationes, Demonstrationes, und andere merckwürdige Schrifften ausführlich dargethan wird, wie es sowohl um Der Röm. Kayserl. Majestät, als auch Chur-Fürsten und Stände des heil. Römischen Reichs, ingleichen auswärtiger Könige, Republiquen, und freyer Fürstenthümer, Unterschiedene hohe Jura, Ansprüche und Praecedenz-Streitigkeiten, eigentlich beschaffen sey“, 1716
- Theatrum Ceremoniale Historico-Politicum, Oder Historisch- und Politischer Schau-Platz Aller Ceremonien, Welche bey Päbst- und Käyser-, auch Königlichen Wahlen und Crönungen ... Ingleichen bey Grosser Herren und dero Gesandten Einholungen ... beobachtet werden, Leipzig 1719-1720 (online abrufbar als Digitalisat 1719, Digitalisat 1720)
- „Corpus iuris militaris“, 1723, 2 Bde. (als Digitalisat)
- „Selecta Scripta Illustria“, Leipzig 1723.
- „Codex Augusteus Oder Neuvermehrtes Corpus Juris Saxonici“, 1724, 2 Bde. (Digitalisat von Band 1, Digitalisat von Band 2, später insgesamt drei Fortsetzungen von anderen Bearbeitern)
- „Codex Italiae diplomaticus“, Frankfurt 1725–1735, 4 Bde.
- „Angenehmes Labyrinth der Staats- und gelehrten Beredsamkeit“, 1725/1730
- „Corpus juris feudalis germanici“, Frankfurt 1727, 3 Bde.
- „Collectio Nova,  worinn der mittelbahren, oder landsäßigen Ritterschaft in Teutschland, welche unter d. Kayser, auch Chur-Fürsten u. Herren angesessen … Praerogativen u. Gerechtsamen, auch Privilegia u. Freyheiten, enthalten sind“, 1730, 2 Bde.
- „Codex Germaniae diplomaticus“, Frankfurt, 1732–1733, 2 Bde.